# Önnekvarn
Önnekvarn är en by i Södra Unnaryds socken, Hylte kommun.
Önnekvarn har sitt namn av den kvarn som sedan länge legat på platsen. Önnekvarn ligger vid en förbindelse mellan sjöarna Bolmen och Unnen. Kvarnbyggnaden är en timmerbyggnad på en hög stengrund med faluröd locklistpanel. Intill kvarnbyggnaden ligger en mangårdsbyggnad uppförd vid mitten av 1800-talet. Vattenflödet som reglerats först av kvarndammen och senare av ett vattenkraftverk på andra sidan länsgränsen i Kronobergs län har nu restaurerats för att skapa en vandringsled för fisk mellan sjöarna. Byn har av Länsstyrelsen i Hallands län har klassat byn som ett riksintresse för kulturmiljövården.